# Кварнштедт
Кварнштедт (нім. Quarnstedt) — громада в Німеччині, розташована в землі Шлезвіг-Гольштейн. Входить до складу району Штайнбург. Складова частина об'єднання громад Келлінгузен.
Площа — 10,59 км2. Населення становить 439 ос. (станом на 31 грудня 2020).